# 15 вересня
15 вересня — 258-й день року (259-й у високосні роки) у григоріанському календарі. До кінця року залишається 107 днів.

## Свята і пам'ятні дні

### Міжнародні
- ООН: Міжнародний день демократії. Відзначається щорічно відповідно до рішення Генеральної Асамблеї ООН А/RES/62/7
- Всесвітній день боротьби з лімфомами. Цей день ініціювала Лімфомна коаліція — міжнародна організація, яка об'єднує пацієнтів з 41 країни світу
- День народження Google. (1997)
- День вільних грошей. (International Free Money Day)

### Національні
- Мексика: Національне свято Мексиканських Сполучених Штатів. День проголошення Незалежності (1810)
- Сальвадор,  Нікарагуа,  Коста-Рика,  Гондурас,  Гватемала: Національне свято День Незалежності. (1821)
- Білорусь: День бібліотек.

### Професійні
- Шрі-Ланка,  Індія,  Танзанія: День інженера.

### Релігійні

#### Західне християнство
- Свято Пресвятої Діви Марії Страждальної[en];
- Пам'ять святих Альпіна Ліонського[en], Апруса Тульського[en], Йосифа Алавердського[en], Катерини Генуезьської[en], Маміліана Палермського[en], Микити Готського, Миріна[en] та Нікомеда[en];
- Пам'ять святого Джеймса Чисхолма[en] (Єпископальна церква).

#### Східне християнство[1]
- Післясвято Воздвиження чесного Хреста;
- Пам'ять великомученика Микити Готського;
- Знайдення мощей святителя Акакія Мелітинського[en];
- Пам'ять мучеників Максима, Теодота, Аскліади (Аскліпіодоти) та Порфирія Ефеського[sr];
- Знайдення мощей першомученика архідиякона Стефана;
- Пам'ять преподобного пресвітера Філотея;
- Пам'ять святителів Йосифа Алавердського та Симеона Солунського;
- Новоникитської ікони Божої Матері.

## Іменини
✝  Католицькі: Альпін, Апрус, Катерина, Маміліан, Микита, Мирін, Нікомед.
✙ Православні: Акакій, Аскліада, Йосиф, Максим, Микита, Порфирій, Симеон, Стефан, Теодот, Філотей.

## Події
- 533 — армія Східної Римської імперії ввійшла до Карфагену.
- 1697 — Август II коронований як Король Речі Посполитої.
- 1821 — іспанські колонії Гватемала, Гондурас, Коста-Рика і Сальвадор проголосили свою незалежність.

- 1874 — у Берні відкрився міжнародний поштовий конгрес, на якому був підписаний договір про створення Всесвітнього поштового союзу.
- 1893 — у Джерсі-Сіті (США) почала виходити газета «Свобода» — перше україномовне видання в США.
- 1916 — уперше в історії під час бойових дій були застосовані танки.
- 1917
  -  — Тимчасовий уряд проголосив Росію республікою;
  -  — вийшов перший номер журналу Форбс.
- 1941 — у Берліні ув'язнено Степана Бандеру та Ярослава Стецька.
- 1944 — у Києві відкрито оновлений Державний музей західного і східного мистецтв (нині Національний музей мистецтв імені Богдана та Варвари Ханенків).
- 1968 — в рамках радянської програми висадки людини на Місяць в СРСР запущено космічний апарат «Зонд-5», котрий вперше у світі облетів навколо супутника і повернувся на Землю.
- 1971 — у Ванкувері створено екологічну організацію «Грінпіс». Перша акція — протест проти американських ядерних випробувань біля Аляски
- 1991 — у Києві на площі Богдана Хмельницького відбулося Всеукраїнське народне віче на підтримку Акту про державну незалежність України;
- 1994 — Україна приєдналась до Конвенції «Про „відмивання“, пошук, арешт і конфіскацію доходів, отриманих злочинним шляхом».
- 1995 — Верховна Рада України скасувала ухвалу Севастопольської міської ради про російський статус міста.
- 2000 — у Сіднеї відбулася церемонія відкриття XXVII Літніх Олімпійських ігор.
- 2008 — банкрутство «Lehman Brothers».

## Народились
Дивись також Категорія:Народились 15 вересня
- 1254 — Марко Поло, венеційський купець і мандрівник.
- 1613 — Франсуа де Ларошфуко, видатний французький письменник-мораліст, автор «Мемуарів», збірки афоризмів «Максими».
- 1789 — Джеймс Фенімор Купер, американський письменник, один із засновників жанру авантюрного роману.
- 1804 — Михайло Максимович, український історик, філолог, етнограф, ботанік, поет, перший ректор Київського університету.
- 1830 — Порфіріо Діас († 1915), президент та диктатор Мексики.
- 1857 — Вільям Тафт († 1930), 27-й президент США з 1909 по 1913, від Республіканської партії.
- 1867 — Петр Безруч, чеський поет.
- 1870 — Лев Штейнберг, український і радянський диригент та композитор. Інструментував оперу «Тарас Бульба» Миколи Лисенка та вперше в Україні поставив її на сцені Харківського театру опери та балету (1924).
- 1877 — Кульчицька Олена, український графік, маляр, педагог.
- 1881 — Етторе Бугатті († 1947), італійський автомобільний конструктор, дизайнер, засновник французької компанії «Bugatti».
- 1888 — Пилип Коновал, єдиний українець кавалер ордена Хрест Вікторії.
- 1890 — Агата Крісті, англійська письменниця, автор детективної прози, одна з найбільше публікованих письменників за всю історію людства
- 1892 — Михайло Гайворонський, український музикант, композитор, поет, капельмейстер Армії УНР.
- 1894 — Жан Ренуар († 1979), французький режисер, сценарист, продюсер, актор.
- 1928 — Кеннонболл Еддерлі, американський джазовий саксофоніст.
- 1941 — Флоріан Альберт, угорський футболіст, нападник, найкращий гравець Європи 1967 року
- 1955 — Володимир Пилат, український дослідник та знавець бойових мистецтв, засновник стилю та Верховний Учитель Бойового гопака
- 1978 — Анатолій Пашинін, український актор театру і кіно.
- 1980 — Джолін Цай, тайванська співачка, танцівниця, актриса, дизайнер і композитор.
- 1984 — Гаррі, герцог Сассекський, син принцеси Діани і принца Чарльза, спадкоємець британської корони (5-й в черзі).
- 2004 — Давід Попович, румунський плавець, рекордсмен світу на дистанції 100 метрів вільним стилем.

## Померли
Дивись також Категорія:Померли 15 вересня
- 1649 — Джованні Франческо Джессі, італійський художник епохи бароко, один з найбільших майстрів болонської школи живопису першої половини XVII століття.

- 1653 — Тиміш Хмельницький, козацький отаман, один із учасників і керівників Хмельниччини, старший син Богдана Хмельницького.
- 1859 — Ісамбард Кіндом Брунель, англійський інженер і винахідник. Син Марка Брюнеля.
- 1864 — Джон Геннінг Спік, офіцер британської індійської армії, дослідник Африки, який знайшов озеро Вікторія, а разом з тим і витік Білого Нілу.
- 1907 — Іван Карпенко-Карий, драматург, один з корифеїв українського театру
- 1937 — Олаф Фінсен, фарерський політичний діяч, мер Торсгавна (1904—1909), перший в історії Фарерських островів фармацевт.
- 1938 — Томас Вулф, американський письменник.
- 1940 — Дік Кет (нідерл. Dick Ket), нідерландський художник, один з представників течії магічного реалізму в Нідерландах.
- 1945 — Антон Веберн, австрійський композитор, диригент.
- 1978 — Вільгельм Мессершмітт, німецький авіаконструктор
- 1980 — Білл Еванс, американський джазовий піаніст
- 2004 — Джонні Реймон, гітарист і один із засновників американського панк-рок гурту Ramones.
- 2008 — Річард Райт (англ. Richard Wright), британський піаніст, співак, автор пісень, учасник гурту Pink Floyd.
- 2013 — Світлана Кузьменко, українська письменниця, член НСПУ, ПЕН-клубу, Об'єднання українських письменників у Канаді «Слово».
- 2020 — Микола Шматько, український скульптор, художник.